# Natricinae
Natricinae är en underfamilj av ormar i familjen snokar. Taxonet klassificeras ibland som familj med namnet Natricidae.
Ingående arter är med en längd upp till 150 cm (men ofta betydlig mindre) små till medelstora ormar. Dessa ormar förekommer i Europa, Asien, Afrika, Nordamerika och Centralamerika. Flera medlemmar av underfamiljen simmar ofta i vattnet. Flera arter har fiskar och groddjur som föda. Hos några små arter utgörs födan av snäckor och daggmaskar. Enskilda arter är specialister. Till exempel äter Regina septemvittata flodkräftor som ömsar skin. Hos de flesta arter i Eurasien och Afrika lägger honor ägg. Amerikanska arter lägger vanligen inga ägg utan levande ungar föds.
Släkten enligt Mattison (2015):
- Adelophis
- Afronatrix
- Amphiesma
- Amphiesmoides
- Anoplohydrus
- Aspidura
- Atretium
- Balanophis
- Clonophis
- Haldea
- Hebius
- Herpetoreas
- Hologerrhum
- Hydrablabes
- Hydraethiops
- Iguanognathus
- Isanophis
- Limnophis
- Liodytes
- Lycognathophis
- Macropisthodon
- Natriciteres
- Natrix
- Nerodia
- Opisthotropis
- Parahelicops
- Pararhabdophis
- Paratapinophis
- Regina
- Rhabdophis
- Sinonatrix
- Storeria
- Strumpebandssnokar (Thamnophis)
- Trachischium
- Tropidoclonion
- Tropidonophis
- Virginia
- Xenochrophis